# عزلة اهلابا لحسين (عمران)

تعديل مصدري - تعديل

عزلة اهلابا لحسين هي إحدى عزل مديرية خمر في محافظة عمران اليمنية ويبلغ تعداد سكانها 7824 نسمة حسب التعداد السكاني في اليمن لعام 2004.

## روابط خارجية
- الجهاز المركزي للإحصاء بالجمهورية اليمنية
- المركز الوطني للمعلومات باليمن
- World Gazetteer:Yemen
- الدليل الشامل